# Eminentia mediana
Die Eminentia mediana (von lateinisch eminentia ‚Herausragende, Hervorragende‘ und lateinisch medianus ‚in der Mitte liegend‘) ist ein Neurohämalorgan, welches sich durch eine Ansammlung von Gefäßen im Bereich des Tuber cinereum in den Hypophysenstiel (Infundibulum) vorwölbt. Da in den Neurohämalorganen die Blut-Hirn-Schranke nicht ausgebildet ist, ist eine Barriere zum Liquor cerebrospinalis notwendig. Diese wird in der Eminentia mediana durch besonders differenzierte Ependymzellen realisiert. Diese langen, schlanken und  Kinozilien-armen, durch Tight Junctions verbundenen Zellen werden Tanycyten genannt.
An besonderen Kapillarschlingen der Eminentia mediana enden Axone von Neuropeptid-produzierenden Neuronen aus der Regio preoptica, der Regio hypothalamica anterior, aus dem Nucleus ventromedialis hypothalami und dem Nucleus arcuatus („hypophysiotrope Zone“ des Hypothalamus). Von hier werden deren Releasing- und Inhibiting-Hormone über das Hypophysenpfortader-System zur Adenohypophyse weitergeleitet.